# Екзистенціальна соціологія
Екзистенціа́льна соціоло́гія (англ. Existential Sociology) — переважно американська соціологічна школа. Вона виникла як відмова від найбільш ортодоксальних наукових версій соціології. Ця школа своїм корінням завдячує європейській екзистенціальній філософії Серена К'єркегора, Фрідріха Ніцше, Мартіна Гайдеґґера і Жана-Поля Сартра, а також феноменології Едмунда Гуссерля й Альфреда Шюца.
Екзистенціальна соціологія — достатньо самостійне вчення, яке можна розглядати в межах феноменологічної соціології, адже соціальна реальність тут вважається «соціально-психологічним феноменом». Засновником цієї школи вважається американський вчений Едвард Тириак'ян (англ. Edward Tiryakian, нар. 1929 р.).

## Дві версії екзистенціальної соціології
Після свого виникнення в 1960-1970-х роках, екзистенціальна соціологія розвивалася в двох основних версіях. Перша з них викладена в роботах засновника цього напрямку Е. Тириак'яна — учня Питирима Сорокіна та Талкотта Парсонса. Друга версія відображена у творчості Каліфорнійської школи екзистенціальної соціології (Школи Дугласа), до якої, окрім самого засновника школи, американського соціолога Джека Дугласа (англ. J. Douglas), належать також Джон Джонсон (англ. J. Johnson), Джозеф Котарба (англ. J. Kotarba), Андреа Фонтана (англ. A. Fontana), Девід Алтейде (англ. D. Altheide) та інші дослідники.
Також, можна назвати ще деяких вчених, яких справедливо відносять до даного напрямку теоретизування. Це соціолог Джила Хаїм (Хейм, англ. G. Hayim), яка відома своїми роботами по «екзистенціальній соціології» Ж.-П.Сартра; американські науковці Річард Квінні (англ. R. Quinney), Ян Крейб (англ. I. Craib) та Пітер Меннінг (англ. P. Manning), бельгійський соціолог Марселя Болль де Баля (фр. M. Bolle De Bal) й ряд інших дослідників.

### КонцепціяЕдварда Тириак'яна
Концепцію Тириак'яна називають ще «Структурною соціологією». Його версія екзистенціальної соціології починається з перегляду взаємовідносин філософії та соціології, який повинен викликати їхні взаємні теоретико-методологічні трансформації. Філософія повинна прийняти той факт, що людина не знаходиться в абстрактному просторі й живе в співтоваристві з іншими людьми. З іншого боку, з того часу, коли соціологія відділилась від соціальної філософії й пройшла період інституціоналізації, вона стала все частіше концентруватися на різноманітних і часто розрізнених емпіричних дослідженнях, які потребували б професійного узагальнення, інтерпретації та концептуалізації. Саме з цим проблемним аспектом узагальнення свого знання й розвитку потужної теоретичної бази стикається соціологія, яка, на думку Тириак'яна, могла б багато чого почерпнути при плідному співробітництві з філософією.
Екзистенціалізм ставить під питання саму сутність загальноприйнятого способу пізнання, де мова йде про соціальну реальність, яка завжди виступає як об'єкта. При цьому мова не йде про повну відмову від раціонально-об'єктивного знання, скоріше мається на увазі перегляд його монополії й поглиблення загальнофілософського дискурсу за рахунок звернення як нового способу осягнення дійсності до почуттів, переживань та досвіду людини в сучасному світі.
Тириак'ян припускає, що в питанні діалогу соціології та філософії необхідно зупинитися, перш за все, на екзистенційній думці як на такому напрямку найбільш загального людського знання, який найближче підійшов до проблеми людини і гостро запитує, звертаючись до «живих» питань її існування. З іншого боку, найкращим посередником цього діалогу з боку соціології може виступати соціологізм Еміля Дюркгайма, а також ряд інших концепцій і теорій (наприклад, структурний функціоналізм Талкотта Парсонса), які насправді несуть у собі набагато більше «точок конвергенції», ніж це уявляє собі сучасна соціологічна теорія.
Соціологи, на думку Тириак'яна, занадто багато уваги приділяють «поверхневим» соціальним феноменам замість того, щоб звернутися до тієї сфери соціального існування, яка передує інституційній або усталеній реальності. Ця глибинна екзистенційна сфера й повинна стати предметом екзистенціальної соціології.
Екзистенціальна соціологія, вважає він, повинна вивчати прояви екзистенційних вимірів людського буття (уже описаних різними екзистенційними мислителями) в соцієтальній екзистенції. В цьому відношенні, проблемне поле екзистенціальної соціології виникає через співвідношення проблем, які розглядаються різними екзистенційними мислителями, і проблем, які становлять основу досліджень сучасної соціології. Зводячи екзистенцію на соцієтальний рівень, американський соціолог акцентує увагу на вивченні суспільства, яке виступає не як проста сукупність не пов'язаних між собою індивідуальних екзистенцій (що відповідало б баченню багатьох екзистенціальних філософів), але як цілісної, соціальної екзистенції, породжується взаємодією індивідів та їхньою «солідарністю» (Е. Дюркгайм).

### Каліфорнійська школа
Екзистенціальна соціологія, на думку Дж. Дугласа та Дж. Джонсона, є дослідженням людського досвіду в світі (або екзистенції) в усіх його формах. В роботах представників каліфорнійської школи екзистенціальної соціології розробляються, перш за все, мікростратегії останньої; проводяться й інтерпретуються конкретні емпіричні дослідження різних форм екзистенції. Подібно до Тириак'яна, представники каліфорнійської школи відзначають, що будь-яка дискусія щодо екзистенціальної соціології починається з розгляду її взаємин із екзистенціальною філософією та філософією в цілому. Проте, представники школи відзначають, що їхня діяльність спочатку заснована на соціальному досвіді повсякденного життя і лише потім співвідноситься з філософськими ідеями та поняттями.
Екзистенціальна соціологія концентрує увагу на тому, як актор інтерпретує свій власний досвід і свої соціальні взаємодії й як в такому випадку може трансформуватися і мінятися сам об'єкт, що сприймається, який з традиційної точки зору залишається незмінним. Найважливішою проблемою екзистенціальної соціології стає соціальне конструювання значень, а також зв'язок цих значень із соціальними діями. І, звичайно, проблема значення виходить із центральної проблеми екзистенціальної соціології — екзистенції, або соціально обумовленого досвіду людини в світі.
Каліфорнійська школа вивчає також співвідношення класичної соціологічної перспективи з перспективою екзистенціальної думки в соціології. Американські соціологи звертаються до обговорення ряду аспектів цієї проблеми: критеріїв істини в соціальних науках, співвідношення понять «об'єктивність» і «суб'єктивність», залучення соціологічних практик до повсякденного соціального життя. Також, ця школа концентрується на дослідженні таких проблем, як проблема почуттів та емоцій, в рамках якої розглядаються співвідношення почуттів і розуму, почуттів і цінностей, а також тих соціальних ситуацій, в яких почуття переважають над іншими екзистенційними характеристиками людини; проблема ситуативності, за якою людина і суспільство завжди поміщені в певну, конкретну ситуацію; проблема невизначеності існування, яка передбачає множинність, варіативність розвитку життєвих подій, а також варіативність надання значень і розуміння цих подій; проблема, або, точніше, концепція екзистенційного Я в суспільстві, що передбачає вивчення ідентичності й глибинних структур особистості.
Остання проблема є однією з центральних у екзистенціальній соціології та включає, або концептуалізує ряд інших проблем даного підходу. Концепція «екзистенційного Я в суспільстві» включає ще дві важливі проблеми — проблему становлення й проблему активної людини, яка здатна змінювати себе і своє соціальне оточення.
Соціологи каліфорнійської школи вивчали у своїх прикладних дослідженнях «переживання хронічного болю», «світи людей нетрадиційних сексуальних орієнтацій», «нудистські пляжі», «жінок, які стикаються з насильством», «вплив ЗМІ на особистість», «музику як елемент самоідентифікації», «соціальні організації» і цілий ряд інших проблем.

## Основні проблеми, які вивчаються екзистенціальною соціологією
Екзистенціальна соціологія, включаючи всі напрямки, школи всередині неї та роботи всіх вчених, котрі працюють у цьому напрямку, вивчає наступні проблеми:

##### Проблемаабсурду
Стан втрати сенсу існування може трансформувати картину соціального світу і перетворити її на абсурд. Тут екзистенціальну соціологію цікавить те, яким чином виникає абсурдна ситуація, які шляхи її подолання, які форми вона може приймати в суспільстві тощо. Поряд з цим, цікавим є новий погляд на рольові конфлікти як на конфлікти, породжені «абсурдом». Один з різновидів екзистенціальної соціології — «соціологія абсурду», яку розробляли американські вчені С. Лаймен (S. Lyman) і М. Скотт (M. Scott) і проект якої вони відобразили у книзі з однойменною назвою (англ. «A Sociology of the Absurd», 1970).

##### Проблемаавтентичностііснування
Автентичність існування — істинний стан людської душі, який був би здатний привести індивіда як до гармонії у взаємодії з навколишнім світом, так і до внутрішньої рівноваги. Прагнення до автентичного існування може викликати постійну боротьбу людини за саму себе в жорстокому й безглуздому світі, де смисли не даються у готовому вигляді, а пізнаються і конструюються. Для соціології важливо з'ясувати, за яких умов суспільство перебуває в автентичному або неавтентичному стані і чи можливе використання поняття «автентичності» щодо інтерсуб'єктивності, міжіндивідуального простору, а також, якими методами ми можемо виявити настільки глибокий екзистенційний стан суспільства.

##### Проблема екзистенційного часу і становлення
Соціологи, в основному звертаючись до робіт Гайдеґґера, велику увагу звертають на концепцію «екзистенційного часу». Екзистенціальна соціологія співвідносить ідею екзистенціалістів про становлення, або розгортання можливостей. Екзистенція не є чимось застиглим, вона завжди «повстає» і вибирається, знову й знову співвідносячи людину з її можливістю й спрямованістю на майбутнє. Розглянуті з позиції становлення соціальні структури також розуміються як процес розгортання можливостей, як стійкі, але досить рухливі, й «спрямовані» сукупності елементів, вкорінені в екзистенції, в існуванні, яке поглинає й знову відтворює себе з трансценденції.

##### Проблема інтегральної людини
Людина розглядається як інтегральний феномен, який включає всі її властивості й особливості в суспільстві. Соціологія, концентруючись на раціональних аспектах соціальної дії людини, недостатньо уваги приділяла ірраціональній стороні соціальних відносин: почуттям, переживанням, настроям і сумнівам, уподобанням, захопленням людини. Інтегральність передбачає зниження необґрунтованої абстракції й неясності дослідницьких моделей, які відривають людину від неї самої. Три цих останніх аспекти в екзистенціальної соціології виражаються в розроблюваних у її межах теоріях середнього рівня, таких як соціологія почуттів та емоцій, соціологія тіла тощо. Екзистенціальна соціологія не повинна починатися з теорії про окремі фрагменти людської екзистенції, які далі не поспішають складатися в єдину картину. Починаючи дослідження від людини в єдності її екзистенційної основи, соціологи повинні намагатися переносити цю єдність до теорії. Виходячи з розуміння людини, основою інтегральності якої є саме існування, екзистенціальна соціологія наполягає на врахуванні всіх її характеристик, а не тільки тих, які відповідають формальній логіці чи зручно вписуються до абстрактних моделей.

##### Проблемаіснування(екзистенції)
Центральним і, по суті, таким, яке б містило в собі всі інші проблеми екзистенціальної соціології, є питання «існування». Екзистенція розглядається як першоджерело соціального життя, а дослідження її структури стає першочерговим завданням екзистенціальної соціології. Екзистенція, яка розуміється як переживання людиною свого досвіду у світі, повинна вивчатися на основі прагнення соціологів зафіксувати безпосередній досвід індивіда, а також, передати всю цілісність соціальної ситуації, до якої включений цей індивід, в її первісному, природному стані.

##### Проблемамасовоготаінформаційного суспільства
Екзистенціальна соціологія намагається з'ясувати, чи справді екзистенційний вакуум суспільства і втрата ним своєї автентичності пов'язані з утилітаристськими тенденціями та стиранням індивідуальних відмінностей; чи справді сьогоднішнє суспільство не дає можливостей для реалізації індивідуальності та пошуку істинної, екзистенційної комунікації. Екзистенціальна соціологія чітко вловлює так звані «екзистенційні протиріччя» сучасного інформаційного суспільства, які полягають в тому, що сучасна людина вже не здатна не тільки керувати інформаційними потоками, а й просто справлятися з ними. Екзистенціальні соціологи бачать велику невідповідність між суспільним та індивідуальним життям, а соціальний світ, на їхню думку, має надзвичайно конфліктний і суперечливий характер.

##### Проблемасамотностіта екзистенційноїкомунікації
Екзистенціальна соціологія бере на озброєння концепцію «екзистенційної комунікації» К. Ясперса і досліджує те, як стан самотності й відсутність екзистенційної комунікації впливають на соціальні дії та зв'язки індивіда та якою мірою суспільство здатне поглинати або, навпаки, породжувати індивідуальну самотність.

##### Проблемасвободи,відповідальностіівибору
Людина і суспільство, розглянуті крізь призму смисложиттєвих установок, становлення та автентичності, стикаються з проблемою «свободи» і її «вибору». Соціологія намагається відповісти на питання, яким чином в тій чи іншій соціальній структурі розподілена екзистенційна відповідальність; які соціальні інститути відповідають за її підтримання та розвиток або, можливо, навіть боротьбу з нею як з чимось непотрібним самому суспільству; чи перебуває сучасне суспільство в стані "поганої віри ", як називав Ж.-П.Сартр втечу від екзистенційної свободи?

##### Проблемасенсуі безглуздостііснування
Ця проблема є однією з ключових і обов'язкових складових будь-якого дослідження, проведеного в рамках екзистенціальної соціології. З урахуванням цієї проблеми слід звернути увагу на те, яким чином сенсожиттєві установки індивіда включені до структури її особистості й якою мірою ці установки впливають на її соціальну поведінку, і далі, на її соціальне оточення та на підтримку тих чи інших способів соціальної взаємодії.

##### Проблемасмертіта граничної ситуації
Екзистенціальну соціологію цікавить те, яким чином «занедбаність» і буття-до-смерті відображаються на рівні всього суспільства, а також на окремих соціальних групах та акторах. Соціологія не просто використовує поняття «занедбаності» й «ситуації», а й власне починається з досвіду та спостереження за людьми, які взаємодіють в конкретних ситуаціях віч-на-віч. Екзистенціальні соціологи повинні підходити до проблеми смерті з точки зору тих, хто безпосередньо переживає такі стани «пограниччя». Вони не повинні розглядати подібні випадки у висвітленні безликої статистики та з тієї позиції, що, мовляв, розуміння смерті приходить лише тоді, коли людина сама з нею стикається, і не виявляє достатнього її усвідомлення щодо ситуацій інших людей. Переживання смерті має передаватися у набагато глибшій формі.

## Значення екзистенціальної соціології
Все різноманіття проблем екзистенціальної соціології співвідноситься з єдиною метою — відображати цілісну картину людського існування. Вона використовує широкий діапазон підходів (від мікро- до макро-, від мистецтва до науки, від думки до почуття) і є досить гнучкою щодо синтезу з іншими, навіть протилежними підходами. Це робить її інструментарій ефективним, а дослідницьку стратегію — затребуваною та актуальною.
На початку 21 століття дуже невелика кількість соціологів працює у цій традиції, ця школа має багато критиків, які звинувачують її в створенні ще одного розколу, уникненні основних проблем класичної соціології, і вульгаризації традиції європейської екзистенціальної філософії.

## Основна бібліографія
- Existential Sociology / Ed. by J.Douglas, J.Johnson. — N.Y., 1977 (укр. Екзистенціальна соціологія).
- Lyman S., Scott M. A Sociology of the Absurd. — N.Y., 1970 (укр. Соціологія абсурду).
- The Existential Self in Society / Ed. by J.Kotarba, A.Fontana. — Chicago, 1984 (укр. Екзистенційне Я в суспільстві).
- Tiryakian E. Existential Phenomenology and the Sociological Tradition // American Sociological Review. — 1965. — Vol. 30. — № 5. — P. 674–688 (укр. Екзистенціальна феноменологія і соціологічна традиція).
- Tiryakian E. Sociologism and Existentialism: Two Perspectives on the Individual and Society. — Englewood Cliffs (NJ.), 1962 (укр. Соціологізм та екзистенціалізм).
- Tiryakian E. Structural Sociology / E. Tiryakian // Theoretical Sociology: Perspec tives and Developments / [Ed. by McKinney J., Tiryakian E.]. — N. Y.: Appleton Century Crofts, 1970. — P. 111–135 (укр. Структурна соціологія).
- Understanding Everyday Life / [Ed. by J. Douglas]. Chicago: Aldine, 1970 (укр. Розуміння повсякденного життя).